# سام همفريز
سام همفريز (بالإنجليزية: Sam Humphreys)‏ (3 نوفمبر 1995 في المملكة المتحدة - ) هو لاعب كرة قدم بريطاني في مركز الوسط. لعب مع أكسفورد يونايتد وValdres FK ‏.

## وصلات خارجية
- سام همفريز على موقع اتحاد النرويج (النرويجية)
- سام همفريز على موقع قاعدة بيانات كرة القدم.إي يو (الإنجليزية)
- سام همفريز على موقع Soccerway.com (الإنجليزية)